# Riu Isèra
|  | Per a altres significats, vegeu «Isèra (desambiguació)». |

L'Isèra (Isèra en occità, Isera en arpità, Isère en francès) és un riu de 286 km de la regió d'Alvèrnia-Roine-Alps a l'est de França. És un dels principals afluents del Roine per l'esquerra.
Neix a 3.482 m d'altitud a Val d'Isère, un poble alpí a l'est del departament de la Savoia, prop de la frontera amb Itàlia i s'uneix al Roine 5 quilòmetres al nord de Valença.
La part superior de la conca s'anomena Tarentèsa.

## Hidrologia
Alimentat per la fosa de les neus dels Alps, té un règim nivo-pluvial al curs inferior i nival al superior. També té un dels cabals específics més alts de tota la conca del Roine (així com d'Europa en general). S'hi escolen 28,2 l per segon i quilòmetre quadrat (892 mm d'escolament superficial l'any, per oposició als 670 de la conca del Roine aigües amunt de Valença).
Cabal mitjà mensual (en m³/s) mesurat a l'estació hidrològica de Beaumont-Monteux - dades caluculades sobre 50 anys

## Departaments i ciutats que travessa[6]
- Savoia (73) : Lavâl, Le Bôrg, Aime, Moûtiers, Albertville, Montmélian
- Isèra (38) : Pontcharra, Grenoble
- Droma (26) : Rumans d'Isèra

## Principals afluents[6]
- Drac (130,2 km)
- l'Arc (127,5 km)
- le Doron de Bozel (38,7 km)
- l'Arly (34,5 km)
- la Vence (17,2 km)
- la Morge (27,2 km)
- la Bourne (43,1 km)
- l'Herbasse (40 km)